# Adam Wagner

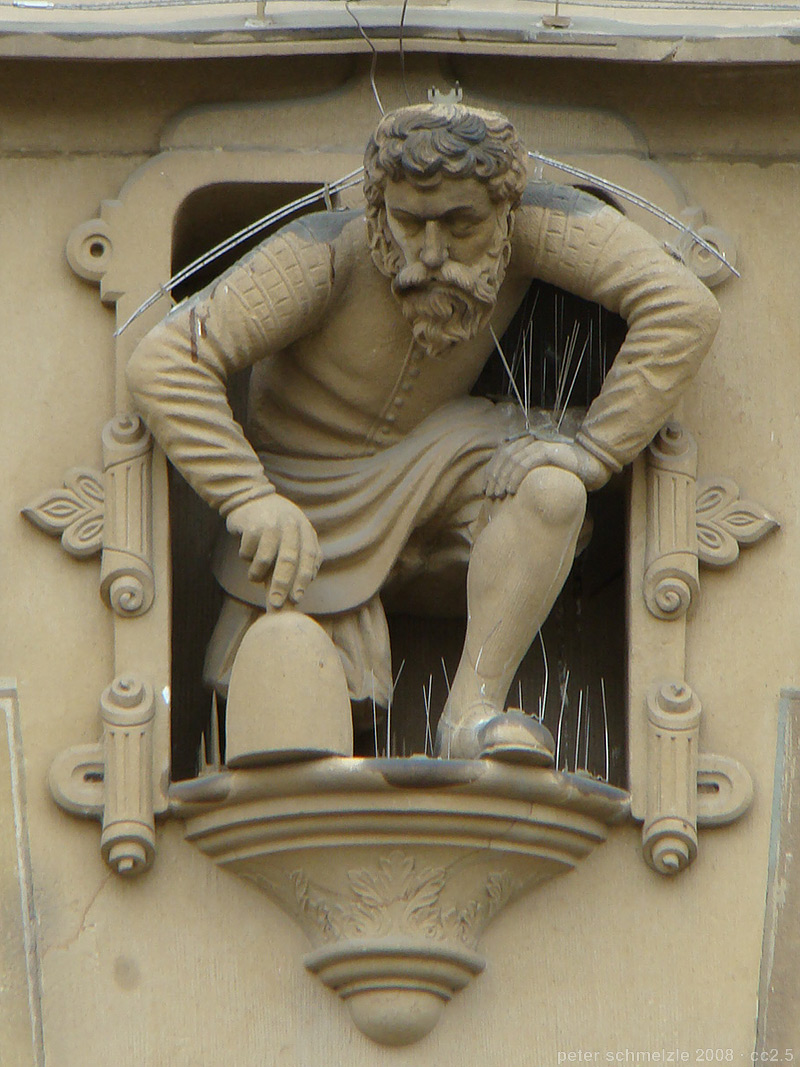
Selbstbildnis des Adam Wagner, unter der Kunstuhr des alten Rathauses in Heilbronn

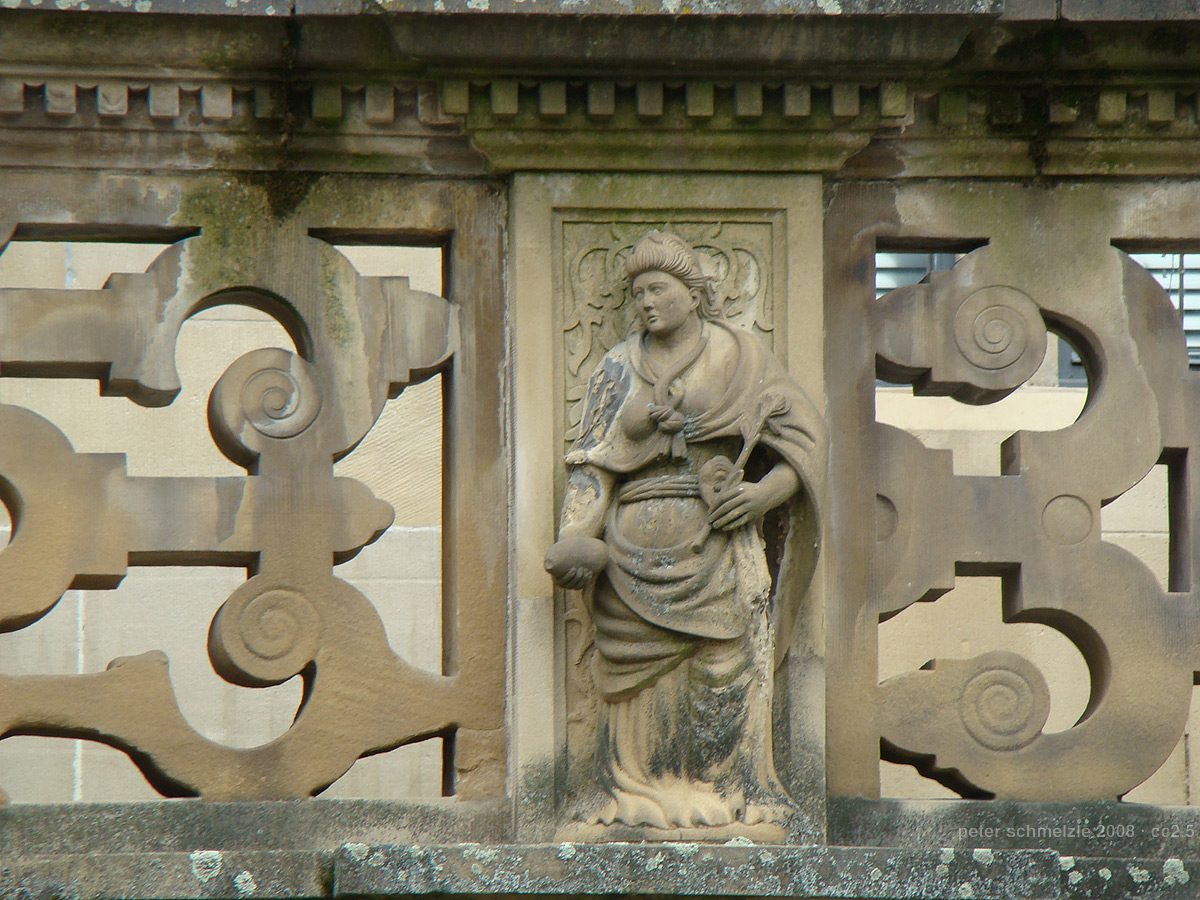
Figurenschmuck an der Treppe des alten Rathauses in Heilbronn

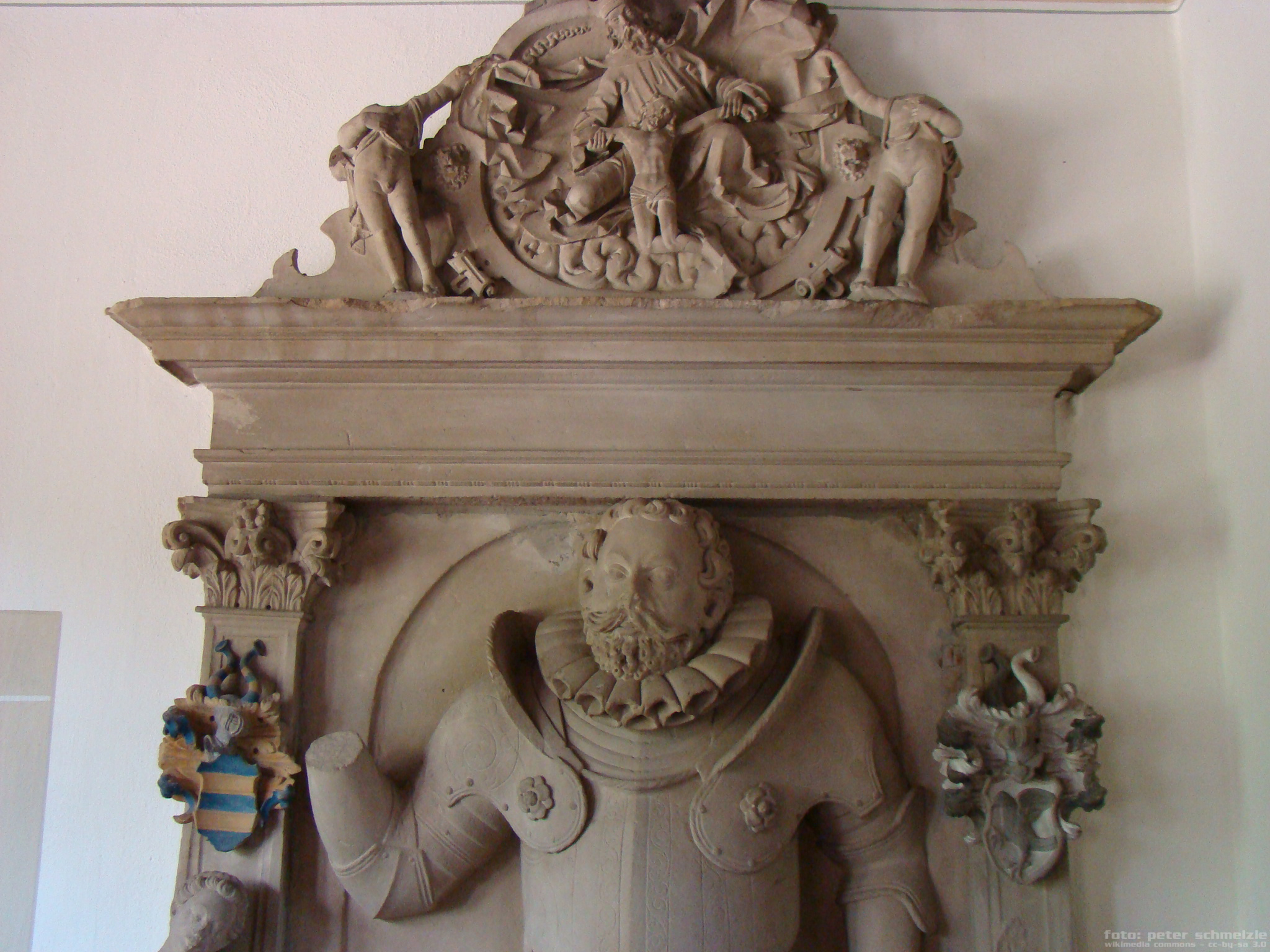
Grabmal des Wilhelm von Massenbach

Adam Wagner (* in Wüstung Lichtenfels, heute zu Dornhan-Leinstetten; † 1594 in Heilbronn) war ein deutscher Bildhauer.

## Leben
Seit 1574 wohnte er in Heilbronn und wurde am 28. Oktober 1577 Bürger der Stadt. Um 1580 heiratete er die Heilbronner Bürgerstochter Agnes Zapf. 1593 verklagten sich die Ehegatten wechselseitig beim Rat. Adam kam in Haft, bei seiner Entlassung musste er eine Urfehde ausstellen. Im Frühjahr 1594 verstarb er in Heilbronn, seine Witwe überlebte ihn bis 1603.

## Wirken
1577 wurde er von Graf Eitel Friedrich IV. von Zollern beauftragt, Wappen und Dekoration des Tors zwischen Marstall und Hofgarten in Hechingen zu schaffen (Totalverlust). 1581 wurde er am Heilbronner Rathaus tätig und schuf den Skulpturenschmuck der Freitreppe. 1587 schuf er das Grabmal Dietrichs von und zu Gemmingen im Schlosshof in Gemmingen. 1591/93 schuf er zusammen mit seinem Schüler Jakob Müller das Grabmal des Christian Wilhelm v. Massenbach in der Kirche zu Massenbach (erhalten). 1593 bewarb er sich um Arbeit in Heidelberg. Adam Wagner war der Bruder des Pankraz Wagner. Adam war auch bekannt für seine von ihm ausgehende Schülerreihe von Bildhauern in Heilbronn und im württembergischen Franken.
Moriz von Rauch schreibt Wagner mehrere, den gleichen Typus aufweisende Grabmäler zu:
- Grabmäler im Historischen Museum Heilbronn:
  - Syndikus Stephan Feyerabend
  - Johann Wendel Anns
  - Bürgermeister Johann Hofmann
  - Franz Birker
  - Balthasar Aff

- andere Grabmäler
  - Alberecht vorn Hausen in der Stadtkirche zu Urach
  - Christoph von Helmstatt in der Totenkirche zu Neckarbischofsheim sowie das Tor von 1590 ebenda.
  - Gregorius Kugler
  - Maria Wilhem geb. Gruber